# Slocomb, Alabama
Slocomb là một thành phố thuộc quận Geneva, tiểu bang Alabama, Hoa Kỳ. Dân số năm 2009 là 2047 người, mật độ đạt 83 người/km².